# Hispaniolahagediskoekoek
De hispaniolahagediskoekoek (Coccyzus longirostris) is een vogel uit de familie van de koekoeken.

## Verspreiding en leefgebied
De soort telt twee ondersoorten:
- C. l. petersi: La Mahotiere en Île de la Gonâve (nabij westelijk Haïti).
- C. l. longirostris: Hispaniola en Isla Saona.